# 166-й отдельный танковый батальон
166-й отдельный танковый батальон — воинская часть Вооруженных Сил СССР в Великой Отечественной войне.

## История
Батальон сформирован в конце 1941 года. В конце декабря 1941 года прибыл на Волховский фронт, разгрузился на станции Тальцы.
В действующей армии с 25 декабря 1941 года по 25 июля 1942 года.
В ходе марша в район Некшино, длиной в 80-85 километров, батальон оставил застрявшими в болотах 4 танка КВ-1 и 2 Т-34. С 25 января 1942 года вновь совершает марш, длиной около 70 километров в район Большие Вяжищи и опять пришлось доставать застрявшие машины.
17 февраля 1942 года передан в состав 2-й ударной армии, имея в наличии 4 Т-34 и 22 Т-60. Введён в прорыв армии у Мясного Бора в ходе Любанской операции и направлен в район Красной Горки на подступы к Любани. Так, 14 марта 1942 года в возобновлённом наступлении на Красную Горку, деревня была взята только благодаря действиям экипажа КВ-1 из состава батальона
На 6 марта 1942 года в батальоне числилось 17 Т-60, 3 Т-26, 1 КВ-1 и 1 Т-34, базируется батальон в районе Червино. Танки батальона были с «выработанными» моторесурсам, кроме того, не хватало топлива и поэтому они преимущественно использовались при обороне населённых пунктов.
В мае в батальоне оставалось уже всего 10 Т-60 и батальон остался единственной танковой частью внутри кольца. К 3 июня 1942 года батальон выдвинулся на западный берег реки Полисть и вместе с 57-й стрелковой бригадой совершил попытку прорыва кольца окружения армии изнутри, однако наступление оказалось неудачным, а батальон потерял подбитыми половину своих танков
В конце июля 1942 года батальон расформирован.

## Подчинение
| Дата            | Фронт (округ)                                              | Армия             | Корпус | Бригада | Примечания                                  |
| --------------- | ---------------------------------------------------------- | ----------------- | ------ | ------- | ------------------------------------------- |
| 01.01.1942 года | Волховский фронт                                           | 59-я армия        | -      | -       | -                                           |
| 01.02.1942 года | Волховский фронт                                           | 59-я армия        | -      | -       | -                                           |
| 01.03.1942 года | Волховский фронт                                           | 2-я ударная армия | -      | -       | по справочнику Боевого состава не значится. |
| 01.04.1942 года | Волховский фронт                                           | 2-я ударная армия | -      | -       | -                                           |
| 01.05.1942 года | Ленинградский фронт (Группа войск Волховского направления) | 2-я ударная армия | -      | -       | -                                           |
| 01.06.1942 года | Ленинградский фронт (Волховская группа войск)              | 2-я ударная армия | -      | -       | -                                           |
| 01.07.1942 года | Волховский фронт                                           | 2-я ударная армия | -      | -       | -                                           |